# 蝨毛目
蝨毛目是原蝨目和食毛目的合稱，通稱虱或虱子（英語：louse）。全世界約有3,000種。虱寄生于人体、其他哺乳动物（除了单孔目和蝙蝠外）和鳥類的身上。以人类为宿主的虱有三种：人头虱、人体虱和阴虱（又称耻阴虱）。其中，人头虱和人体虱属于虱科（Pediculidae）下的人虱种，阴虱属于阴虱科（Phthiridae）下的阴虱种。
虱体型较小，无翅，身体扁平，寄生于毛发处，有善于勾住毛发的足（攫握器）。虱为渐变态发育，终生寄生于宿主体表，以宿主血液、毛发、皮屑等为食。寄生于人体的虱主要以宿主血液为食，其幼虫每日吸血1次，成虫每日吸血数次。

## 分類
傳統上，本分類可分為兩個亞目：蝨亞目（Anoplura，又名吸蝨亞目）和食毛亞目（Mallophaga）；後來發現食毛亞目原來是個並系群，所以再重新分類為以下四個亞目：
- 蝨亞目（Anoplura）：蝨子，主要生長於哺乳類動物身上。
- 象蝨亞目（Rhyncophthirina）：大象跟疣豬身上的寄生蟲，其口器能穿透宿主厚厚的表皮。
- 絲角亞目（Ischnocera）：主要寄生在鳥綱物種的毛髮，但亦有一個科寄生在哺乳類動物身上。
- 鈍角亞目（Amblycera）：絲角亞目的近親，但比較原始，在鳥類間很常見，但亦見於南美洲及澳大利亞的哺乳類動物身上。

到了2000年代後期，根據分子生物學及形態學的研究確認了蝨毛目與啮虫目是近親，而蝨毛目其實是從粉啮虫亚目演變而成的，因此這兩個目應該重組成為啮虫总目（Psocodea，又名嚙總目）。
本條目仍列出與啮虫目合併前本分類以下的四個亞目。

### 蝨亞目 Anoplura
蝨亞目又名吸蝨亞目。
- 海獸蝨科 Echinophthiriidae
- 松鼠蝨科 Enderleinellidae
- 獸蝨科 Haematopinidae：又名血虱科[5]
- 鉤蝨科 Hamophthiriidae
- 甲脅蝨科 Hoplopleuridae
- 土豬蝨科 Hybothiridae
- 毛蝨科 Linognathidae：又名鄂虱科[5]
- 駱蝨科（微胸蝨科）Microthoraciidae
- 新毛蝨科（新顎蝨科）Neolinognathidae
- 蠻豬蝨科 Pecaroecidae
- 猿蝨科 Pedicinidae
- 蝨科 Pediculidae
  - 人头虱：寄生于人类头发中，体长约3mm，雌虱略大于雄虱，身体狭长，呈灰白色或白色，分为头胸腹三部分，有3对足。头虱产卵于发根处，以耳后居多，卵椭圆形，白色，俗称虮子。卵孵化后的若虫称为虮，虮较虱外形相似、但体型较小，尤其是腹部较成虫短小。若虫蜕皮3次后成为成虫。
  - 人体虱：人体虱又称衣虱，寄生于人类躯干和四肢，不吸血时隐藏于衣物缝隙褶皱内。体虱外表与头虱相似，但体型略大。
- 陰蝨科 Phthiridae
  - 阴虱：主要寄生于人体阴毛处，也有寄生于睫毛、腋毛、眉毛、头发及其他浓密体毛处的报道。阴虱体型较体虱、头虱为小，约1~3mm，身体扁平，呈灰白色，外形如同螃蟹，故又称蟹虱（crab louse）。阴虱卵产于阴毛根部，椭圆形，红褐色或铁锈色。卵孵化后的若虫比成虫小，也以血液为食。
- 細毛蝨科 Polyplacidae
- 驢蝨科（馬蝨科）Ratemiidae

### 象蝨亞目Rhyncophthirina
- 象蝨科 Haematomyzidae

### 絲角亞目 Ischnocera
- Heptapsogasteridae
- Goniodidae
- 長角羽蝨科（長角鳥蝨）Philopteridae
- 獸羽蝨科 Trichodectidae

### 鈍角亞目 Amblycera
- 袋鼠羽蝨科（袋鼠鳥蝨科）Boopidae
- 鼠鳥蝨科 Gyropidae
- 水鳥蝨科 Laemobothriidae
- 短角鳥蝨科 Menoponidae
- 鳥蝨科 Ricinidae
- 毛羽蝨科（毛鳥蝨科）Trimenoponidae

## 疾病
虱病本身是寄生虫疾病，虱吸血时会向人体内注入唾液以防止血液凝聚，因而使人产生搔痒感。人亦可能因抓搔而使皮肤破损、溃烂和细菌感染。此外，人体虱还可传播流行性斑疹伤寒、战壕热、回归热等恶性传染病。
阴虱本身并不传播其他疾病，但是由于阴虱主要通过人类性行为传播，故属于性传播疾病的一种。

## 延伸阅读
[在维基数据编辑]
 《欽定古今圖書集成·博物彙編·禽蟲典·蝨部》，出自陈梦雷《古今圖書集成》